# Jens Jeremies
Jens Jeremies (Görlitz, 5 marzo 1974) è un procuratore sportivo ed ex calciatore tedesco, di ruolo centrocampista.

## Caratteristiche tecniche
Era un centrocampista che poteva essere impiegato anche da libero.

## Carriera

### Club
Jeremies cominciò a giocare a calcio nel 1980, nelle giovanili del locale Motor Görlitz. Nel 1986 si trasferì alla Dinamo Dresda.  Nel 1995 Jeremies fu ceduto al Monaco 1860. Quindi, nel 1998, firmò per i rivali cittadini del Bayern Monaco, la squadra per la quale avrebbe giocato il resto della carriera.
Tutti i suoi successi di club arrivarono col Bayern, incluse sei campionati nazionali (1998-1999, 1999-2000, 2000-2001, 2002-2003, 2004-2005 e 2005-2006), cinque Coppe di Germania (1997-1998, 1999-2000, 2002-2003, 2004-2005 e 2005-2006), la Champions League 2000-2001 e la Coppa Intercontinentale 2001.

### Nazionale
Jeremies vestì per la prima volta la maglia della nazionale tedesca il 15 novembre 1997, in un'amichevole con il Sudafrica. Quindi giocò i Mondiali 1998, in occasione dei quali il comico tedesco Harald Schmidt lo soprannominò Jens Jerenaldo. Jeremies fu allontanato dalla nazionale in seguito a Euro 2000 in quanto durante la preparazione aveva definito la squadra "patetica"; fu in seguito riammesso e prese parte ai Mondiali 2002. Si ritirò dal calcio internazionale dopo l'uscita della Germania a Euro 2004 per concentrarsi sul Bayern Monaco.

## Statistiche

### Cronologia presenze e reti in nazionale
| Cronologia completa delle presenze e delle reti in nazionale ― Germania | Cronologia completa delle presenze e delle reti in nazionale ― Germania | Cronologia completa delle presenze e delle reti in nazionale ― Germania | Cronologia completa delle presenze e delle reti in nazionale ― Germania | Cronologia completa delle presenze e delle reti in nazionale ― Germania | Cronologia completa delle presenze e delle reti in nazionale ― Germania | Cronologia completa delle presenze e delle reti in nazionale ― Germania | Cronologia completa delle presenze e delle reti in nazionale ― Germania |
| Data                                                                    | Città                                                                   | In casa                                                                 | Risultato                                                               | Ospiti                                                                  | Competizione                                                            | Reti                                                                    | Note                                                                    |
| ----------------------------------------------------------------------- | ----------------------------------------------------------------------- | ----------------------------------------------------------------------- | ----------------------------------------------------------------------- | ----------------------------------------------------------------------- | ----------------------------------------------------------------------- | ----------------------------------------------------------------------- | ----------------------------------------------------------------------- |
| 15-11-1997                                                              | Düsseldorf                                                              | Germania                                                                | 3 – 0                                                                   | Sudafrica                                                               | Amichevole                                                              | -                                                                       |                                                                         |
| 18-2-1998                                                               | Mascate                                                                 | Oman                                                                    | 0 – 2                                                                   | Germania                                                                | Amichevole                                                              | -                                                                       |                                                                         |
| 22-4-1998                                                               | Colonia                                                                 | Germania                                                                | 1 – 0                                                                   | Nigeria                                                                 | Amichevole                                                              | -                                                                       | 46’                                                                     |
| 27-5-1998                                                               | Helsinki                                                                | Finlandia                                                               | 0 – 0                                                                   | Germania                                                                | Amichevole                                                              | -                                                                       | 68’                                                                     |
| 30-5-1998                                                               | Francoforte                                                             | Germania                                                                | 3 – 1                                                                   | Colombia                                                                | Amichevole                                                              | -                                                                       | 71’                                                                     |
| 15-6-1998                                                               | Parigi                                                                  | Germania                                                                | 2 – 0                                                                   | Stati Uniti                                                             | Mondiali 1998 - 1º turno                                                | -                                                                       | 30’                                                                     |
| 21-6-1998                                                               | Lens                                                                    | Germania                                                                | 2 – 2                                                                   | Jugoslavia                                                              | Mondiali 1998 - 1º turno                                                | -                                                                       |                                                                         |
| 4-7-1998                                                                | Lione                                                                   | Germania                                                                | 0 – 3                                                                   | Croazia                                                                 | Mondiali 1998 - Quarti di finale                                        | -                                                                       |                                                                         |
| 5-9-1998                                                                | Ta' Qali                                                                | Romania                                                                 | 1 – 1                                                                   | Germania                                                                | Amichevole                                                              | -                                                                       |                                                                         |
| 10-10-1998                                                              | Bursa                                                                   | Turchia                                                                 | 1 – 0                                                                   | Germania                                                                | Qual. Euro 2000                                                         | -                                                                       | 89’                                                                     |
| 18-11-1998                                                              | Gelsenkirchen                                                           | Germania                                                                | 1 – 1                                                                   | Paesi Bassi                                                             | Amichevole                                                              | -                                                                       |                                                                         |
| 6-2-1999                                                                | Jacksonville                                                            | Stati Uniti                                                             | 3 – 0                                                                   | Germania                                                                | Amichevole                                                              | -                                                                       |                                                                         |
| 9-2-1999                                                                | Miami                                                                   | Colombia                                                                | 3 – 3                                                                   | Germania                                                                | Amichevole                                                              | -                                                                       | 46’                                                                     |
| 27-3-1999                                                               | Belfast                                                                 | Irlanda del Nord                                                        | 0 – 3                                                                   | Germania                                                                | Qual. Euro 2000                                                         | -                                                                       |                                                                         |
| 31-3-1999                                                               | Norimberga                                                              | Germania                                                                | 2 – 0                                                                   | Finlandia                                                               | Qual. Euro 2000                                                         | 1                                                                       |                                                                         |
| 28-4-1999                                                               | Brema                                                                   | Germania                                                                | 0 – 1                                                                   | Scozia                                                                  | Amichevole                                                              | -                                                                       | 46’                                                                     |
| 4-6-1999                                                                | Leverkusen                                                              | Germania                                                                | 6 – 1                                                                   | Moldavia                                                                | Qual. Euro 2000                                                         | -                                                                       | 44’                                                                     |
| 4-9-1999                                                                | Helsinki                                                                | Finlandia                                                               | 1 – 2                                                                   | Germania                                                                | Qual. Euro 2000                                                         | -                                                                       |                                                                         |
| 8-9-1999                                                                | Dortmund                                                                | Germania                                                                | 4 – 0                                                                   | Irlanda del Nord                                                        | Qual. Euro 2000                                                         | -                                                                       |                                                                         |
| 9-10-1999                                                               | Monaco                                                                  | Germania                                                                | 0 – 0                                                                   | Turchia                                                                 | Qual. Euro 2000                                                         | -                                                                       |                                                                         |
| 14-11-1999                                                              | Oslo                                                                    | Norvegia                                                                | 0 – 1                                                                   | Germania                                                                | Amichevole                                                              | -                                                                       |                                                                         |
| 23-2-2000                                                               | Amsterdam                                                               | Paesi Bassi                                                             | 2 – 1                                                                   | Germania                                                                | Amichevole                                                              | -                                                                       |                                                                         |
| 7-6-2000                                                                | Friburgo                                                                | Germania                                                                | 8 – 2                                                                   | Liechtenstein                                                           | Amichevole                                                              | -                                                                       | 46’                                                                     |
| 12-6-2000                                                               | Liegi                                                                   | Germania                                                                | 1 – 1                                                                   | Romania                                                                 | Euro 2000 - 1º turno                                                    | -                                                                       |                                                                         |
| 17-6-2000                                                               | Charleroi                                                               | Inghilterra                                                             | 1 – 0                                                                   | Germania                                                                | Euro 2000 - 1º turno                                                    | -                                                                       | 42’ 78’                                                                 |
| 27-2-2001                                                               | Saint-Denis                                                             | Francia                                                                 | 1 – 0                                                                   | Germania                                                                | Amichevole                                                              | -                                                                       |                                                                         |
| 24-3-2001                                                               | Leverkusen                                                              | Germania                                                                | 2 – 1                                                                   | Albania                                                                 | Qual. Mondiali 2002                                                     | -                                                                       |                                                                         |
| 28-3-2001                                                               | Amarousio                                                               | Grecia                                                                  | 2 – 4                                                                   | Germania                                                                | Qual. Mondiali 2002                                                     | -                                                                       | 90’                                                                     |
| 27-3-2002                                                               | Rostock                                                                 | Germania                                                                | 4 – 2                                                                   | Stati Uniti                                                             | Amichevole                                                              | -                                                                       | 69’                                                                     |
| 17-4-2002                                                               | Stoccarda                                                               | Germania                                                                | 0 – 1                                                                   | Argentina                                                               | Amichevole                                                              | -                                                                       | 20’ 77’                                                                 |
| 9-5-2002                                                                | Friburgo                                                                | Germania                                                                | 7 – 0                                                                   | Kuwait                                                                  | Amichevole                                                              | -                                                                       | 38’                                                                     |
| 14-5-2002                                                               | Cardiff                                                                 | Galles                                                                  | 1 – 0                                                                   | Germania                                                                | Amichevole                                                              | -                                                                       |                                                                         |
| 18-5-2002                                                               | Leverkusen                                                              | Germania                                                                | 6 – 2                                                                   | Austria                                                                 | Amichevole                                                              | -                                                                       | 73’                                                                     |
| 1-6-2002                                                                | Sapporo                                                                 | Germania                                                                | 8 – 0                                                                   | Arabia Saudita                                                          | Mondiali 2002 - 1º turno                                                | -                                                                       | 46’                                                                     |
| 5-6-2002                                                                | Kashima                                                                 | Germania                                                                | 1 – 1                                                                   | Irlanda                                                                 | Mondiali 2002 - 1º turno                                                | -                                                                       | 90’                                                                     |
| 11-6-2002                                                               | Shizuoka                                                                | Camerun                                                                 | 0 – 2                                                                   | Germania                                                                | Mondiali 2002 - 1º turno                                                | -                                                                       | 80’                                                                     |
| 15-6-2002                                                               | Seogwipo                                                                | Germania                                                                | 1 – 0                                                                   | Paraguay                                                                | Mondiali 2002 - Ottavi di finale                                        | -                                                                       |                                                                         |
| 21-6-2002                                                               | Ulsan                                                                   | Germania                                                                | 1 – 0                                                                   | Stati Uniti                                                             | Mondiali 2002 - Quarti di finale                                        | -                                                                       | 60’ 68’                                                                 |
| 25-6-2002                                                               | Seul                                                                    | Germania                                                                | 1 – 0                                                                   | Corea del Sud                                                           | Mondiali 2002 - Semifinale                                              | -                                                                       | 85’                                                                     |
| 30-6-2002                                                               | Yokohama                                                                | Germania                                                                | 0 – 2                                                                   | Brasile                                                                 | Mondiali 2002 - Finale                                                  | -                                                                       | 77’                                                                     |
| 21-8-2002                                                               | Sofia                                                                   | Bulgaria                                                                | 2 – 2                                                                   | Germania                                                                | Amichevole                                                              | -                                                                       | cap. 71’                                                                |
| 7-9-2002                                                                | Kaunas                                                                  | Lituania                                                                | 0 – 2                                                                   | Germania                                                                | Qual. Euro 2004                                                         | -                                                                       | 86’                                                                     |
| 11-10-2002                                                              | Sarajevo                                                                | Bosnia ed Erzegovina                                                    | 1 – 1                                                                   | Germania                                                                | Amichevole                                                              | -                                                                       |                                                                         |
| 16-10-2002                                                              | Hannover                                                                | Germania                                                                | 2 – 1                                                                   | Fær Øer                                                                 | Qual. Euro 2004                                                         | -                                                                       |                                                                         |
| 20-11-2002                                                              | Gelsenkirchen                                                           | Germania                                                                | 1 – 3                                                                   | Paesi Bassi                                                             | Amichevole                                                              | -                                                                       | 46’                                                                     |
| 12-2-2003                                                               | Palma de Mallorca                                                       | Spagna                                                                  | 3 – 1                                                                   | Germania                                                                | Amichevole                                                              | -                                                                       |                                                                         |
| 7-6-2003                                                                | Glasgow                                                                 | Scozia                                                                  | 1 – 1                                                                   | Germania                                                                | Qual. Euro 2004                                                         | -                                                                       |                                                                         |
| 11-6-2003                                                               | Tórshavn                                                                | Fær Øer                                                                 | 0 – 2                                                                   | Germania                                                                | Qual. Euro 2004                                                         | -                                                                       | 65’                                                                     |
| 20-8-2003                                                               | Stoccarda                                                               | Germania                                                                | 0 – 1                                                                   | Italia                                                                  | Amichevole                                                              | -                                                                       |                                                                         |
| 15-11-2003                                                              | Gelsenkirchen                                                           | Germania                                                                | 0 – 3                                                                   | Francia                                                                 | Amichevole                                                              | -                                                                       |                                                                         |
| 31-3-2004                                                               | Colonia                                                                 | Germania                                                                | 3 – 0                                                                   | Belgio                                                                  | Amichevole                                                              | -                                                                       | 71’                                                                     |
| 28-4-2004                                                               | Bucarest                                                                | Romania                                                                 | 5 – 1                                                                   | Germania                                                                | Amichevole                                                              | -                                                                       | 69’                                                                     |
| 27-5-2004                                                               | Friburgo                                                                | Germania                                                                | 7 – 0                                                                   | Malta                                                                   | Amichevole                                                              | -                                                                       |                                                                         |
| 2-6-2004                                                                | Basilea                                                                 | Svizzera                                                                | 0 – 2                                                                   | Germania                                                                | Amichevole                                                              | -                                                                       | 87’                                                                     |
| 23-6-2004                                                               | Lisbona                                                                 | Rep. Ceca                                                               | 2 – 1                                                                   | Germania                                                                | Euro 2004 - 1º turno                                                    | -                                                                       | 86’                                                                     |
| Totale                                                                  |                                                                         | Presenze                                                                | 55                                                                      |                                                                         | Reti                                                                    | 1                                                                       |                                                                         |

## Palmarès

### Competizioni nazionali
- Campionato tedesco: 6

Bayern Monaco: 1998-1999, 1999-2000, 2000-2001, 2002-2003, 2004-2005, 2005-2006
- Coppa di Germania: 4

Bayern Monaco: 1999-2000, 2002-2003, 2004-2005, 2005-2006
- Coppa di Lega tedesca: 4

Bayern Monaco: 1998, 1999, 2000, 2004

### Competizioni internazionali
- UEFA Champions League: 1

Bayern Monaco: 2000-2001
- Coppa Intercontinentale: 1

Bayern Monaco: 2001